# Шварцман Леонід Аронович
Шва́рцман Леоні́д Аро́нович (справжнє ім'я Ізраїль Аронович Шварцман; 30 серпня 1920, Мінськ — 2 липня 2022) — радянський і російський режисер-мультиплікатор і художник анімаційного кіно, режисер. Заслужений художник РРФСР (1981). Народний художник Росії (2002). Кавалер Ордена Олександра Невського (26.08.2020) — за великий внесок у розвиток вітчизняної культури і мистецтва, багаторічну плідну діяльність.

## Біографія
Народився в Мінську в родині бухгалтера Арона Нахмановича Шварцмана, уродженця Вільно, і домогосподарки Рахілі Соломонівни Шварцман. Мав старшого брата Наума (1910) та старшу сестру Етту (1911). У родині говорили їдишем. У 1941 р. закінчив школу при Інституті живопису, скульптури й архітектури й був покликаний в армію.
У роки Великої Вітчизняної війни працював на танковому заводі в Челябінську.
У 1951 р. закінчив ВДІК з дипломом художника-постановника мультфільмів.
З 1948 р. працював на кіностудії «Союзмультфільм», з 1951 р. — як художник-постановник (до 1963 р. в співавторстві з А В. Винокуровим.), з 1975 р. — як режисер.
Працював як в мальованій, так і в лялькової анімації, переважно — з режисерами Л. К. Атамановим, Р. А. Качановим, І. В. Уфімцевим, І. С. Аксенчуком.
Ряд робіт Шварцмана удостоїлися міжнародних нагород. До цих робіт відносяться анімаційні фільми: рос. «Золотая антилопа», «Обезьянки», «Снежная королева», «38 попугаев». Крім того, Шварцман відомий тим, що як художник-постановник брав участь у створенні візуального образу Чебурашки для мультфільму Романа Качанова «Крокодил Гена» (1968 р.).
Згодом Чебурашка став талісманом Олімпійської збірної Росії на літніх Олімпійських Іграх 2004 р. в Афінах.
Учасник багатьох виставок, у тому числі — персональних, ілюструє дитячі книжки. Висувався на Ленінську і Сталінську премію. Володар американської нагороди «Голлівуд — дітям» та призу «За внесок у професію» на XI ОРФАК в Суздалі (2006) Член Академії кінематографічних мистецтв «Ніка». Член АСІФА.
Леонід Шварцман був переученим шульгою, однак малював усе ж лівою рукою.
Помер в одній з московських лікарень 2 липня 2022 року, не доживши двох місяців до свого 102-го дня народження. 5 липня пройшли відспівування в церкві Миколи Чудотворця в Новій Слободі та прощання в Московському Будинку кіно. Похований, згідно зі своїм заповітом, в одній могилі з дружиною, Тетяною Володимирівною Домбровською (1925-2021), на кладовищі села Заріччя Кіржацького району Володимирської області.

## Фільмографія
Художник-постановник мультфільмів:
- «Аленька квіточка» (1952)
- «Золота антилопа» (1954)
- «Пес і кіт» (1955)
- «Снігова королева» (1957)
- «Казка про чужі» фарби (1962)
- «Перевірте ваш годинник» (1963)
- «Дядя Стьопа — міліціонер» (1964)
- «Портрет» (1965)
- «Загубилася онука»/ «Потерялась внучка» (1966)
- «Зайдіть, будь ласка!» (1966)
- «Рукавичка»/ «Варежка» (1967)
- «Суперники» (1968)
- «Крокодил Гена» (1969)
- «Лист»/ «Письмо» (1970)
- «Dryten ofh Gena» (1970–1980)
- «Чебурашка» (1971)
- «Чарівна паличка» (1972)
- «Мама» (1972)
- «Аврора» (1973)
- «Шапокляк» (1974)
- «38 папуг» (1976)
- «Кошеня на ім'я Гав» (1976, випуск 1)
- «Кошеня на ім'я Гав» (1977, випуск 2)
- «38 папуг: Бабуся удава» (1977)
- «38 папуг: Куди йде слоненя» (1977)
- «38 папуг: Як лікувати удава» (1977)
- «38 папуг: А раптом вийде!» (1978)
- «38 папуг: Привіт мавпі» (1978)
- «Пригоди Хоми»/ «Приключения Хо́мы» (1978)
- «Кошеня на ім'я Гав» (1978, випуск 3)
- «38 папуг: Завтра буде завтра» (1979)
- «38 папуг: Зарядка для хвоста» (1979)
- «Кошеня на ім'я Гав» (1980, випуск 4)
- «Їжачок плюс черепаха» (1981)
- «Кошеня на ім'я Гав» (1982, випуск 5)
- «Чебурашка йде до школи» (1983, у співавт.)
- «Мавпочки. Гірлянда з малюків»/ мальований мультсеріал «Обезьянки» (у співавт.) (1983)
- «Мавпочки. Обережно, мавпочки!» (1984)
- «Мавпочки і грабіжники» (1985)
- «38 папуг: Велике закриття» (1985)
- «Я чекаю тебе, ките!»/ «Я жду тебя, кит!» (1986)
- «Як мавпочки обідали» (1987)
- «Довірливий дракон» (1988, у співавт.)
- «Всіх зловив» (1989)
- «38 папуг: Ненаочний посібник» (1991)
- «Слоненя-турист» (1992)
- «Мавпочки, вперед!» (1993)
- «Сільський водевіль»/ «Деревенский водевиль» (1993)
- «Ах, ці жмурки!» (1994)
- «Мавпочки в опері» (1995)
- «Мавпочки. Швидка допомога» (1997)
- «Дора-Дора-помідора» (2001)
- «Чебурашка» (2013)
- «Чебурашка Переїзд» (2017)
- «Чебурашка секрет свят» (2020)
- «Чебурашка новий друг» (2020) та ін.

Режисер-постановник мультфільмів:
- «Як верблюденя і ослик в школу ходили» (1975)
- «Кошеня на ім'я Гав» (1982, випуск 5)
- «Мавпочки. Гірлянда з малюків» (1983)
- «Мавпочки. Обережно, мавпочки!» (1984)
- «Мавпочки і грабіжники» (1985)
- «Я чекаю тебе, ките!»/ «Я жду тебя, кит!» (1986)
- «Як мавпочки обідали» (1987)
- «Довірливий дракон» (1988)
- «Всіх зловив» (1989)
- «Небачена, нечувана» (1990)
- «Мавпочки, вперед!» (1993)
- «Мавпочки в опері» (1995)
- «Мавпочки. Швидка допомога» (1997)